# Eugen Ulmer (Jurist)
Eugen Richard Karl Ulmer (* 26. Juni 1903 in Stuttgart; † 26. April 1988 in Heidelberg) war ein deutscher Rechtswissenschaftler.

## Leben
Eugen Ulmer wurde als Sohn des Verlegers Richard Ulmer und seiner Frau, geb. Hedinger, geboren. Zwischen 1913 und 1921 besuchte er das Karls-Gymnasium Stuttgart. Daraufhin studierte er Rechtswissenschaften an der Universität Tübingen und der Humboldt-Universität zu Berlin. Während seines Studiums trat er der dem süddeutschen Liberalismus nahestehenden Tübinger Studentenverbindung Akademische Gesellschaft Stuttgardia bei. Er wurde 1926 in Stuttgart promoviert und habilitierte sich 1928 in Berlin, jeweils unter der Betreuung von Philipp Heck. 1929/1930 war Ulmer ordentlicher Professor für Deutsches Recht, Arbeitsrecht, Bürgerliches Recht, Deutsche Rechtsgeschichte, Deutsches und Mecklenburgisches Privatrecht, Handelsrecht, Seerecht, Wechselrecht an der Universität Rostock. 1930 wurde er Ordinarius für deutsches und ausländisches Privat- und Handelsrecht an der Universität Heidelberg (Nachfolge Karl Heinsheimer).
Ulmer trat mit Rückdatierung auf den 1. Oktober 1933 der SA und im November 1933 dem „Bund der nationalsozialistischen deutschen Juristen“ bei. In der SA bekleidete er zuletzt den Rang eines Truppführers. Im November 1937 wurde er nach eigenen Angaben aus der SA in die NSDAP überführt (Mitgliedsnummer 4.271.041). Für seine Mitgliedschaften in den NS-Organisationen musste sich Ulmer nach 1945 in einem Entnazifizierungsverfahren nach dem Befreiungsgesetz verantworten. Hier wurde er am 10. September 1946 in einer mündlichen Verhandlung als Mitläufer eingereiht und hatte 1500 RM als Sühne an den Wiedergutmachungsfonds zu leisten sowie die Kosten des Verfahrens zu tragen.
Nach dem Abschluss des Entnazifizierungsverfahrens lehrte Ulmer zunächst wieder in Heidelberg, bis er 1955 einem Ruf der Ludwig-Maximilians-Universität nach München folgte. Hier war er in den Jahren 1959 und 1960 auch Rektor.
Ulmer war in den Jahren 1965 bis 1973 Direktor des Max-Planck-Instituts für ausländisches und internationales Patent-, Urheber- und Wettbewerbsrecht in München. Er wirkte insbesondere am Abschluss des Welturheberrechtsabkommens im Jahre 1951 mit. Außerdem hatte er Anteil an der Urheberrechtsreform und der Revision der Berner Übereinkunft in Stockholm (1967) und Paris (1971).
Eugen Ulmer ist nicht der Namensgeber des gleichnamigen Verlages, allerdings mit diesem verwandt. Ulmer hatte drei Kinder, darunter Rechtswissenschaftler Peter Ulmer und Verleger Roland Ulmer.

## Ehrungen
- 1968: Großes Verdienstkreuz der Bundesrepublik Deutschland
- 1973: Großes Verdienstkreuz mit Stern der Bundesrepublik Deutschland[6]
- Bayerischer Verdienstorden

## Bekannte Doktoranden
- Reinhard Goerdeler, 1948
- Gerhard Schricker, 1961
- Norbert Nothhelfer, 1963

## Werke (Auswahl)
- Die direkte Anweisung im modernen Zahlungsverkehr, insbesondere das Dokumentakkreditiv. Jur. Diss., Stuttgart 1926.
- Warenzeichen und unlauterer Wettbewerb in ihrer Fortbildung durch die Rechtsprechung. Berlin 1929.
- Das Recht der Wertpapiere. Stuttgart u. a. 1938.
- Urheber- und Verlagsrecht. Berlin 1951 (2. Aufl. 1960, 3. Aufl. 1981).
- Der Rechtsschutz der ausübenden Künstler, der Hersteller von Tonträgern und der Sendegesellschaften in internationaler und rechtsvergleichender Sicht. München 1957.
- Der Urheberschutz wissenschaftlicher Werke unter besonderer Berücksichtigung der Programme elektronischer Rechenanlagen. München 1967.
- Elektronische Datenbanken und Urheberrecht. München 1971.